# Antonella Ruggiero
Antonella Ruggiero (ur. 15 listopada 1952 w Genui) – włoska piosenkarka oraz pierwsza wokalistka zespołu Matia Bazar (do roku 1989).

## Dyskografia
- 1996: Libera
- 1998: Registrazioni moderne
- 1999: Sospesa
- 2001: Luna crescente – Sacrarmonia
- 2003: Antonella Ruggiero
- 2004: Sacrarmonia Live (na żywo)
- 2005: Big Band!
- 2006: Stralunato Recital (na żywo)
- 2007: Souvenir d'Italie (na żywo)
- 2007: Genova, La Superba
- 2008: Pomodoro Genetico
- 2009: Cjanta Vilotis (na żywo)
- 2010: Contemporanea tango (na żywo)
- 2010: I regali di natale
- 2013: Qualcosa è nell'aria (na żywo)

### Gościnnie
- 2006: L'Abitudine della Luce / Album e spettacolo teatrale
- 2012: Brano "Due Spie" / Valentino Corvino – Anestesia Totale
- 2013: Brano "Canzone tra le guerre" / Christian Carrara – Ludus
- 2013: Brano "Amore Lontanissimo" / Max Puglia – Latin Attraction

Zobacz też: Dyskografia zespołu Matia Bazar w latach 1975-1989.